# Romanów (powiat białobrzeski)
Romanów – wieś w Polsce położona w województwie mazowieckim, w powiecie białobrzeskim, w gminie Wyśmierzyce.
| SIMC    | Nazwa | Rodzaj    |
| ------- | ----- | --------- |
| 0642164 | Wolak | część wsi |

W latach 1975–1998 miejscowość należała administracyjnie do województwa radomskiego.
Wierni Kościoła rzymskokatolickiego należą do parafii św. Teresy z Ávili w Wyśmierzycach.